# (29668) Ipf
(29668) Ipf ist ein Asteroid des mittleren Hauptgürtels, der am 9. Dezember 1998 von dem tschechischen Astronomen Miloš Tichý am Kleť-Observatorium (IAU-Code 046) bei Český Krumlov entdeckt wurde. Unbestätigte Sichtungen des Asteroiden hatte es vorher schon am 15. und 22. September 1993 unter der vorläufigen Bezeichnung 1993 RM17 am La-Silla-Observatorium der Europäischen Südsternwarte in Chile gegeben.
(29668) Ipf ist nach dem Ipf benannt, einem Zeugenberg am Westrand des Einschlagkraters, welcher das Nördlinger Ries formte. Die Benennung erfolgte durch die Internationale Astronomische Union (IAU) am 14. Februar 2014.